# Masacre del Táchira
La Masacre del Táchira (también llamada masacre de los maniceros o masacre de Chururú) fue una masacre ocurrida el 24 de octubre de 2009 en el Municipio Fernández Feo del Estado Táchira, Venezuela. En los hechos murieron 11 personas y una resultó herida. Tras los hechos se presentaron roces diplomáticos entre el gobierno colombiano del presidente Álvaro Uribe y el gobierno del presidente venezolano Hugo Chávez, ya que mantienen tensiones por la Crisis diplomática de Colombia con Ecuador y Venezuela de 2008. 

## Antecedentes diplomáticos Colombia-Venezuela
El gobierno venezolano del presidente Hugo Chávez y el gobierno colombiano de Álvaro Uribe han mantenido tensiones diplomáticas desde el 2008 con una breve recomposición de las relaciones. Poco tiempo después de retomar las relaciones diplomáticas, el gobierno de Hugo Chávez decidió no continuar teniendo relaciones con el gobierno de Álvaro Uribe por considerarlo un "narcoestado", entre otras razones porque Uribe quiere permitir que el gobierno de Estados Unidos utilice bases militares en territorio colombiano. El presidente Chávez decidió reducir al mínimo las relaciones comerciales con Colombia. Las autoridades colombianas y estadounidenses dicen que el acuerdo es necesario para combatir con mayor efectividad el narcotráfico y el terrorismo. El tema aún despierta tensiones entre los gobiernos de ambos países y fue llevado a reunión extraordinaria del Consejo de Seguridad de UNASUR.

## Masacre
El 11 de octubre de 2009 medios de comunicación reportaron que habían sido secuestrados 12 hombres que formaban el equipo de fútbol ‘Los Maniceros’, que participaba en un torneo en la localidad de Chururú, Municipio Fernández Feo del Estado Táchira.
El 24 de octubre, autoridades venezolanas confirmaron el hallazgo en distintos puntos en las inmediaciones de la Represa Uribante Caparo del Estado de Táchira de 10 cadáveres en zona fronteriza con Colombia (ocho colombianos, un peruano y un venezolano), acribillados a bala, y de un joven herido, que fingió estar muerto y así pudo salvar su vida, y el décimo segundo, que figuraba como desaparecido. Posteriormente, el día 28 de octubre encontraron en condiciones similares el cuerpo del ciudadano desaparecido, completando la lista de once muertos y un sobreviviente.

## Víctimas
Según el gobierno venezolano las víctimas fueron:
1. Humberto Rubiany Hernández Amaya, natural de Bucaramanga, Santander, Colombia. 33 años.
2. Gerardo Vega Sisa, natural de Bucaramanga, de 34 años.
3. José Luis Arenas Sánchez, natural de Bucaramanga, de 21 años.
4. Ángel Aldemar León Aricapa, natural de Cúcuta, Norte de Santander, Colombia. 18 años.
5. Eduard Ricardo Gamboa Gutiérrez, natural de Valledupar, Cesar, Colombia. 18 años.
6. Michael Endric Bello Velandria, natural de Cúcuta. 18 años.
7. Yorbin Juliám Amaya Vega, natural de Bucaramanga. 17 años.
8. Carlos Adolfo Amador Ramírez, natural de Medellín, Antioquia. 38 años.
9. Mauricio Ospina Montilla, natural de Fuente de Oro, Meta, 38 años.
10. Pompeyo Miguel Ramírez, natural de Lima, Perú. 27 años.
11. Diego Alexis Poblador, venezolano de 25 años.

## Reacciones
- Colombia: El 25 de octubre, inicialmente el presidente colombiano Álvaro Uribe dijo que su gobierno no tenía ninguna hipótesis oficial del Gobierno de Venezuela sobre el hecho pero que extraoficialmente se mencionaba al ELN, que podría haber sido un grupo de milicianos de Venezuela o por una venganza en relación con un atraco. No descartaba ninguna hipótesis.[6]

- Venezuela:
  - El vicepresidente de Venezuela, Ramón Carrizalez señaló que el gobierno de Venezuela sospechaba que los muertos eran paramilitares colombianos infiltrados, que se encontraban "entrenando para otro objetivo".[7] Además, acusó al gobernador del estado Táchira, César Pérez Vivas, de "complicidad" con un supuesto plan conspirativo de "amenaza de Colombia y el imperio (Estados Unidos) contra Venezuela."[7] Finalmente, puso en duda que las víctimas fueran vendedores ambulantes de maní, y concluyó que eran paramilitares.[7]
  - Wilmer Flórez, funcionario del Cuerpo de Investigaciones Científicas, Penales y Criminalísticas (CICPC) calificó la masacre como un "enfrentamiento entre grupos al margen de la ley".[2][8]
  - El gobernador del estado Táchira, César Pérez Vivas, aseguró que la masacre había sido "una prueba más de que había grupos irregulares colombianos viviendo y delinquiendo en territorio venezolano bajo la mirada complaciente del gobierno nacional". Agregó que "en territorio tachirense hay grupos armados de origen colombiano, provenientes de la guerrilla, los que están de manera abierta, a la luz del sol, pasan por las carreteras, en grupos de 80, de 100, caminando y todo el pueblo los ve... ...Estoy a la orden del Presidente de la República o de su ministro de la Defensa para indicarles los sitios exactos donde están".[9]

- Parientes de las víctimas defendieron la integridad de sus familiares muertos.[2]

## Repatriación de cadáveres
El gobierno de Colombia empezó a realizar inmediatamente los trámites para repatriar los cadáveres de las víctimas colombianas. El gobierno colombiano envió inicialmente un avión para recogerlos. Ante esto, el gobierno de Venezuela dijo que Colombia había aprovechado el incidente para entrar a espiar dentro de territorio venezolano, mientras que funcionarios colombianos dijeron que el gobierno de Chávez impidió el ingreso del avión que iba a recoger los cadáveres. Igualmente se corrió la versión entre el oficialismo venezolano de que el gobierno colombiano inicialmente no colaboraría con la repatriación alegando una supuesta "falta de recursos económicos", lo cual fue desmentido por el gobierno colombiano. 
Ante la negativa del gobierno venezolano de permitir que la aeronave colombiana entrara por los cuerpos, el gobierno venezolano decidió que la entrega se realizaría por vía terrestre en la frontera. Los cuerpos fueron trasladados desde San Cristóbal hasta Cúcuta. Ante la negativa de la embajada de Venezuela en Colombia emitió un comunicado que decía:

La embajada de la República Bolivariana de Venezuela en la República de Colombia, en relación con la repatriación de los cadáveres de los ocho (8) ciudadanos colombianos, lamentablemente fallecidos en los sucesos acaecidos en Chururú, municipio Fernández Feo del estado Táchira, el pasado 11 de octubre, se permite informar lo siguiente:
1. Los cadáveres de los occisos fueron llevados a la morgue de la ciudad de San Cristóbal, estado Táchira, la cual se sirve de los aeropuertos de San Domingo y de San Antonio.
2. El Cónsul de la República de Colombia en San Cristóbal anunció que no disponía de los recursos necesarios para garantizar la repatriación de los cadáveres.
3. Las autoridades venezolanas procedieron a proveer la logística y los recursos necesarios desde el día sábado 24.10.09, para efectuar el traslado por vía terrestre hasta la ciudad de Cúcuta, y a esos efectos, se solicitó a las autoridades colombianas las coordinaciones respectivas.
4. Durante el día de hoy lunes 26 del corriente, a través de la embajada de la República de Colombia en Caracas, las autoridades colombianas solicitaron ante la Cancillería venezolana una autorización de sobrevuelo para un avión militar C-295 con itinerario El Dorado-Santo Domingo-Camilo Daza. Para ese momento ya estaba en ejecución todo el operativo para efectuar dicho traslado hacia la ciudad fronteriza de San Antonio, a fin de que las autoridades colombianas efectuaran la recepción respectiva.
5. Actualmente los organismos de seguridad del estado trabajan intensamente para esclarecer este lamentable suceso, en el cual fallecieron ocho ciudadanos colombianos, un peruano y un venezolano.

Familiares del ciudadano peruano identificado como Miguel Ramírez García también fallecido en la masacre pidieron que su cuerpo fuera trasladado al Perú para darle cristiana sepultura. Una vez los cadáveres fueron repatriados a Colombia, el martes 27 de octubre a las 12:40 a. m. un equipo de médicos forenses del Instituto Nacional de Medicina Legal comenzó el proceso de identificación que incluyó las necropsias. Ferney Castillo, coordinador de la Unidad de Reacción Inmediata (URI) de la Fiscalía General de la Nación en Cúcuta, dijo que se había presentado un atraso en la identificación plena de los muertos, ya que los cuerpos venían cubiertos de cal. 
Entre los cadáveres que llegaron a Cúcuta también estaba el del peruano Pompeyo Miguel Ramírez, que desde Colombia será enviado a Perú. El defensor del Pueblo de Colombia, Vólmar Pérez, viajó hacia Caracas, para entrevistarse con el único sobreviviente de la masacre, Manuel Júnior Cortés, quien permanece internado bajo custodia en un hospital militar y pidió ser devuelto a Colombia.

## Testimonio del sobreviviente
Manuel Júnior Cortés, colombiano natural de Bucaramanga y de 18 años de edad, fue el único sobreviviente de la masacre. Cortés logró sobrevivir tras fingir que estaba muerto después de recibir un disparo. Dijo que tras levantarse una vez sus captores se fueron, caminó más de tres horas con una herida en el cuello y gracias a un campesino de la zona pudo recibir atención para salvar su vida.
Luego fue trasladado bajo estrictas medidas de seguridad hacia Caracas por miembros del gobierno venezolano, donde empezó a recibir atención médica. Cortés contó a las autoridades del estado Táchira los detalles de su secuestro el domingo 11 de octubre en una cancha de fútbol de Chururú, del municipio Fernández Feo, y la posterior ejecución, en la madrugada del 24 de octubre, a manos de un grupo guerrillero colombiano, presuntamente el Ejército de Liberación Nacional (ELN).

“Estuvimos 14 días comiendo sólo arroz, atún y agua, de tal manera que si llovía estábamos mojados. La cobija era una hoja que parece plátano y hasta ayer (23 de octubre) que llegó un personaje, a eso de las 2 de la tarde con la gran noticia que todos nos íbamos. Nos pusimos muy alegres y hasta lloramos de la alegría. Pero no sabíamos que esa salida era para fusilarnos a todos... ...a todos los secuestrados nos tuvieron juntos en un campamento, en la cima de una montaña, amarrados de a dos con cadenas y candados en el cuello y custodiados por cerca de 18 hombres al mando de alias ‘Payaso’ (...) El viernes (23 de octubre), a las 7 p.m., quemaron el campamento y se los llevaron, de a seis, en dos camionetas, con la intención de ejecutarlos (...)Cuando pararon nos hicieron bajar, arrodillados en el piso y golpeándonos sentimos la ráfaga de seis o siete disparos, de los cuales me pegaron un solo. Uno o dos minutos después abrí los ojos y estaba vivo. Toqué a los demás amigos pero estaban muertos. Me levanté y camine como tres horas y media (…) hasta que vi la luz de una casa, llegué y toqué la puerta y un señor me abrió” (...) ‘El ‘Payaso’ nos preguntaba dónde estaban los jefes paracos, pues creían que éramos reclutados por los paracos”
Manuel J. Cortés.

Cortés solicitó volver a Colombia con urgencia según dijo la Defensora del Pueblo del Norte de Santander (noreste colombiano) , Carmen Ligia Gálvez.

## En la cultura popular
Se hace referencia a este asesinato en Red Dead Redemption 2.